# Grand Prix Formule 1 van Monaco 1997
De Grand Prix Formule 1 van Monaco 1997 werd gehouden op 11 mei 1997 in Monaco.

## Verslag

### Kwalificatie
Heinz-Harald Frentzen behaalde zijn eerste pole-position, voor Michael Schumacher. Jacques Villeneuve vertrok vanop de tweede startrij, met naast zich Giancarlo Fisichella in de Jordan. David Coulthard en Ralf Schumacher maakten de top-zes compleet.

### Race
Een half uur voor de start begon het te regenen: beide Williams-wagens startten met een droogweerafstelling, terwijl Schumacher gekozen had voor een natweerafstelling. Die gok kwam Schumacher goed uit, want hij vertrok als snelste en wist binnen de vijf ronden een kloof dan meer van twintig seconden bij elkaar te rijden. Achter hem reden beide Jordans, totdat Rubens Barrichello met een Stewart en Eddie Irvine met een Ferrari hun voorbijging.
Beide Williams-coureurs worstelden met de omstandigheden en verloren steeds meer terrein.
Zowel Frentzen als Villeneuve vielen uiteindelijk uit door een crash. Michael Schumacher verloor nooit zijn koppositie, ondanks een klein foutje in Ste. Devote, waarbij hij rechtdoor schoot, hetgeen hem tien seconden kostte. De race werd afgevlagd na 62 van de 78 ronden omdat de 2-uur limiet bereikt was.  Rubens Barrichello behaalde met de tweede plaats de eerste punten en tevens podiumplaats voor het nieuwe Stewart-team.

## Uitslag
| Positie | Nummer | Rijder                | Team              | Ronden | Tijd/Opgave                     | Startplaats | Punten |
| ------- | ------ | --------------------- | ----------------- | ------ | ------------------------------- | ----------- | ------ |
| 1       | 5      | Michael Schumacher    | Ferrari           | 62     | 2:00:05.654                     | 2           | 10     |
| 2       | 22     | Rubens Barrichello    | Stewart-Ford      | 62     | +53.306                         | 10          | 6      |
| 3       | 6      | Eddie Irvine          | Ferrari           | 62     | +1:22.108                       | 15          | 4      |
| 4       | 14     | Olivier Panis         | Prost-Mugen-Honda | 62     | +1:44.402                       | 12          | 3      |
| 5       | 19     | Mika Salo             | Tyrrell-Ford      | 61     | +1 Ronde                        | 14          | 2      |
| 6       | 12     | Giancarlo Fisichella  | Jordan-Peugeot    | 61     | +1 Ronde                        | 4           | 1      |
| 7       | 23     | Jan Magnussen         | Stewart-Ford      | 61     | +1 Ronde                        | 19          |        |
| 8       | 18     | Jos Verstappen        | Tyrrell-Ford      | 60     | +2 Rondes                       | 22          |        |
| 9       | 8      | Gerhard Berger        | Benetton-Renault  | 60     | +2 Rondes                       | 17          |        |
| 10      | 20     | Ukyo Katayama         | Minardi-Hart      | 60     | +2 Rondes                       | 20          |        |
| NF      | 4      | Heinz-Harald Frentzen | Williams-Renault  | 39     | Spin                            | 1           |        |
| NF      | 15     | Shinji Nakano         | Prost-Mugen-Honda | 36     | Crash                           | 21          |        |
| NF      | 17     | Nicola Larini         | Sauber-Petronas   | 24     | Crash                           | 11          |        |
| NF      | 7      | Jean Alesi            | Benetton-Renault  | 16     | Spin                            | 9           |        |
| NF      | 3      | Jacques Villeneuve    | Williams-Renault  | 16     | Wielophanging (na crash eerder) | 3           |        |
| NF      | 11     | Ralf Schumacher       | Jordan-Peugeot    | 10     | Crash                           | 6           |        |
| NF      | 16     | Johnny Herbert        | Sauber-Petronas   | 9      | Crash                           | 7           |        |
| NF      | 21     | Jarno Trulli          | Minardi-Hart      | 7      | Crash                           | 18          |        |
| NF      | 10     | David Coulthard       | McLaren-Mercedes  | 1      | Spin                            | 5           |        |
| NF      | 9      | Mika Häkkinen         | McLaren-Mercedes  | 1      | Botsing                         | 8           |        |
| NF      | 1      | Damon Hill            | Arrows-Yamaha     | 1      | Botsing met Verstappen          | 13          |        |
| NF      | 2      | Pedro Diniz           | Arrows-Yamaha     | 0      | Spin                            | 16          |        |

## Wetenswaardigheden
- Mika Salo maakte geen enkele pitstop.

## Statistieken
| Pole-position | Heinz-Harald Frentzen | Williams-Renault | 1:18.216 |
| Snelste ronde | Michael Schumacher    | Ferrari          | 1:53.315 |

## Noot
- Dit was de honderdste Grand Prix-start voor Johnny Herbert. Hiermee was Herbert de 39ste coureur die minstens 100 Grands Prix had gereden.
- Eerste pole position voor Heinz-Harald Frentzen.
- Vijfde podiumplaats voor Eddie Irvine.

1929 · 1930 · 1931 · 1932 · 1933 · 1934 · 1935 · 1936 · 1937 · 1948 · 1950 · 1955 · 1956 · 1957 · 1958 · 1959 · 1960 · 1961 · 1962 · 1963 · 1964 · 1965 · 1966 · 1967 · 1968 · 1969 · 1970 · 1971 · 1972 · 1973 · 1974 · 1975 · 1976 · 1977 · 1978 · 1979 · 1980 · 1981 · 1982 · 1983 · 1984 · 1985 · 1986 · 1987 · 1988 · 1989 · 1990 · 1991 · 1992 · 1993 · 1994 · 1995 · 1996 · 1997 · 1998 · 1999 · 2000 · 2001 · 2002 · 2003 · 2004 · 2005 · 2006 · 2007 · 2008 · 2009 · 2010 · 2011 · 2012 · 2013 · 2014 · 2015 · 2016 · 2017 · 2018 · 2019 · 2020 · 2021 · 2022 · 2023 · 2024 · 2025